# Alopecurus saccatus
Alopecurus saccatus är en gräsart som beskrevs av George Vasey. Alopecurus saccatus ingår i släktet kavlen, och familjen gräs. Inga underarter finns listade i Catalogue of Life.